# 天主教纳尔贡达教区
天主教納爾貢達教區 （拉丁語：Dioecesis Nalgondaënsis）是羅馬天主教的一個教區，位於印度安得拉邦納爾貢達縣和馬赫布卜訥格爾縣，受天主教海得拉巴總教區管轄。
教區成立於1976年5月31日，2004年有教友66,997名，佔轄區總人口百分之1.2。由一百名司鐸名管理四十七個堂區。現任教區主教為喬伊‧戈文杜。